# Karol Schrötter
Karol Schrötter (ur. 12 marca 1884 w Paszkanach, zm. wiosną 1940 w Charkowie) – pułkownik artylerii Wojska Polskiego, kawaler Orderu Virtuti Militari, ofiara zbrodni katyńskiej.

## Życiorys
Urodził się 12 marca 1884 w Paszkanach w ówczesnym powiecie suczawskim Księstwa Bukowiny jako syn Leopolda i Sydonii z Neubeków. Nauki początkowe pobierał prywatnie. Do szkoły średniej uczęszczał w Stanisławowie, a następnie w c. k. I Szkole Realnej we Lwowie, gdzie w czerwcu 1904 zdał maturę z odznaczeniem. W międzyczasie (1902–1903) należał do tajnego koła samokształceniowego. W latach 1904–1905 odbył obowiązkową służbę wojskową w cesarskiej i królewskiej armii, w charakterze jednorocznego ochotnika. W 1905 rozpoczął studia na Wydziale Inżynierii Szkoły Politechnicznej we Lwowie. Na stopień kadeta rezerwy został mianowany ze starszeństwem z 1 stycznia 1906 i przydzielony w rezerwie do 11 galicyjsko-bukowińskiego pułku artylerii korpuśnej we Lwowie. Był oficerem rezerwy artylerii polowej i górskiej. Posiadał przydział w rezerwie do pułku haubic polowych nr 11 we Lwowie. W szeregach tego pułku walczył na froncie włoskim i rosyjskim I wojny światowej. Od 1917 jego oddziałem macierzystym był pułk artylerii polowej nr 111. Na stopień chorążego został mianowany ze starszeństwem z 1 stycznia 1906, na stopień podporucznika ze starszeństwem z 1 stycznia 1910, a na stopień porucznika ze starszeństwem z 1 maja 1915.
Od 21 listopada 1918 walczył w obronie Lwowa jako dowódca 1 baterii 1 pułku artylerii polowej „Lwów”. Pod koniec grudnia objął dowództwo 1 baterii, a w połowie stycznia 1919 dowództwo II dywizjonu 5 pułku artylerii polowej. Uczestniczył w wojnie z bolszewikami. 15 lipca 1920 roku został zatwierdzony z dniem 1 kwietnia 1920 roku w stopniu majora, w artylerii, w grupie oficerów byłej armii austro-węgierskiej.
3 maja 1922 roku został zweryfikowany w stopniu podpułkownika ze starszeństwem z dniem 1 czerwca 1919 roku i 63. lokatą w korpusie oficerów artylerii, a jego oddziałem macierzystym był 6 pułk artylerii ciężkiej we Lwowie. W tym oddziale pełnił służbę na stanowisku zastępcy dowódcy pułku. Z dniem 10 listopada 1924 roku został odkomenderowany do 3 pułku artylerii ciężkiej w Wilnie celem pełnienia obowiązków dowódcy pułku. 1 grudnia 1924 roku został mianowany pułkownikiem ze starszeństwem z dniem 15 sierpnia 1924 roku i 12. lokatą w korpusie oficerów artylerii. Z dniem 20 lutego 1925 roku został przeniesiony do 3 pułku artylerii ciężkiej na stanowisko dowódcy. W opinii Jerzego Kirchmayera „był bezwzględnie najlepszym spośród wszystkich dowódców pułku, z jakimi miałem do czynienia w przedwrześniowym wojsku. O wartości pułkownika nie decydowały jednak wiadomości fachowe, ale zgoła niezwykłe wartości dowódcze i wychowawcze”.
Od jesieni 1929 roku pełnił obowiązki dowódcy 3 Grupy Artylerii po zmarłym płk. Roszkowskim, a w grudniu 1929 roku został zwolniony ze stanowiska dowódcy pułku i mianowany dowódcą grupy. Od 6 grudnia 1929 roku do 10 lipca 1930 roku był słuchaczem IV Kursu Centrum Wyższych Studiów Wojskowych w Warszawie. Z dniem 30 czerwca 1934 został przeniesiony w stan spoczynku. Mieszkał we Lwowie przy ul. Teatyńskiej 35 m. 8, a w grudniu 1937 przy ul. 29 Listopada 54 m. 6.
W kampanii wrześniowej 1939 dowodził Ośrodkiem Zapasowym Artylerii Lekkiej Nr 6 we Lwowie. Na tym stanowisku organizował pododdziały artylerii, które wzięły udział w obronie Lwowa. Po kapitulacji miasta przed Armią Czerwoną, wbrew warunkom kapitulacyjnym, został w październiku 1939 zatrzymany przez NKWD i uwięziony w obozie w Starobielsku. Wiosną 1940 został zamordowany w Charkowie przez funkcjonariuszy NKWD i pogrzebany w Piatichatkach, gdzie od 17 czerwca 2000 mieści się oficjalnie Cmentarz Ofiar Totalitaryzmu w Charkowie. Figuruje na tzw. liście Gajdideja (poz. 3786).
Postanowieniem nr 112-48-07 Prezydenta RP Lecha Kaczyńskiego z 5 października 2007 został awansowany pośmiertnie na stopień generała brygady. Awans został ogłoszony 9 listopada 2007 w Warszawie, w trakcie uroczystości „Katyń Pamiętamy – Uczcijmy Pamięć Bohaterów”.
Był żonaty, miał córkę Annę Irenę (ur. 12 stycznia 1923).

## Ordery i odznaczenia
- Krzyż Srebrny Orderu Wojskowego Virtuti Militari nr 995 – 22 lutego 1921[28]
- Krzyż Walecznych dwukrotnie (po raz pierwszy w 1921)[29]
- Złoty Krzyż Zasługi – 2 sierpnia 1928 „za zasługi na polu wyszkolenia wojska”[30][31]
- Medal Pamiątkowy za Wojnę 1918–1921[1]
- Medal Dziesięciolecia Odzyskanej Niepodległości[1]
- Odznaka pamiątkowa „Orlęta”[1]

austriackie
- Srebrny Medal Zasługi Wojskowej na wstążce Krzyża Zasługi Wojskowej[32]
- Brązowy Medal Zasługi Wojskowej na wstążce Krzyża Zasługi Wojskowej[32]
- Krzyż Wojskowy Karola[32]